# Перехідний вік (фільм, 1981)
«Перехідний вік» — радянський телефільм-мелодрама 1981 року, знятий режисерами Іоном Скутельником і Юрієм Музикою на кіностудії «Молдова-фільм».

## Сюжет
Чотирнадцятирічна Ануца живе вдвох із батьком, який, будучи адміністратору філармонії, часто буває у від'їзді — через що дівчина залишається одна. Дівчина давно стала самостійною й звикла до відсутності батька. Ануца була наодинці до тих пір, доки в їхньому домі не з'явилася акторка Ізольда, подруга бактька, яка й не завоювала її довіри.

## У ролях
- Яна Поплавська — Ануца
- Авангард Леонтьєв — Аурел, батько Ануци
- Наталія Варлей — Ізольда
- Констанца Тирцеу — тітка Маріка
- Васіле Тебирце — дядько Георге
- В. Алєєв — Толя, офіціант
- Аурелія Корецька — вчителька
- Ніна Воде-Мокряк — адміністратор готелю
- М. Плугару — Вірджиніка, подруга Ануци
- Світлана Орлова — Майка, колишня коханка Аурела
- Вікторія Гімпу — мати Вірджиніки
- Євгенія Тудорашку — бабуся Ануци
- Костянтин Константинов — старий
- Ніна Крачковська — епізод
- Сергій Коковкін — епізод
- Георге Челпан — мім
- Любомир Йорга — епізод
- Вадим Продан — епізод
- Валентин Динга — музикант
- Г. Мельник — епізод
- Нінела Каранфіл — епізод
- Іон Аракелу — кіномеханік
- Михайло Бадікяну — працівник ломбарду
- Васіле Зубку-Кодряну — епізод
- П. Малай — епізод
- Євгенія Поплавська — Анна Андріївна, директор школи
- Віра Бреєру — епізод
- Марія Гулинська — епізод
- Іон Музика — епізод
- Павло Андрейченко — художній керівник
- Ася Скорпан — епізод
- І. Метелєва — епізод
- Володимир Савка — епізод
- Василь Варлей — Валдіс, син Ізольди

## Знімальна група
- Режисери — Іон Скутельник, Юрій Музика
- Сценарист — Анна Родіонова
- Оператор — Вадим Яковлєв
- Композитор — Валентин Динга
- Художник — Микола Слюсарь